# Lijst van zoogdieren in Indonesië
Dit is een lijst van zoogdieren die voorkomen in Indonesië.

## OrdeEierleggende zoogdieren(Monotremata)

### FamilieMierenegels(Tachyglossidae)
- Zaglossus attenboroughi
- Zwartharige vachtegel (Zaglossus bartoni)
- Gewone vachtegel (Zaglossus bruijnii)

## OrdeRoofbuideldieren(Dasyuromorphia)

### FamilieEchte roofbuideldieren(Dasyuridae)
- Nieuw-Guinese gevlekte buidelmarter (Dasyurus albopunctatus)
- Micromurexia habbema
- Murexechinus melanurus

- Murexia longicaudata
- Gestreepte buidelmarter (Myoictis melas)
- Myoictis wallacii
- Lorentzbuidelmuis (Neophascogale lorentzi)

- Phascolosorex doriae
- Phascolosorex dorsalis
- Phascomurexia naso
- Sminthopsis virginiae

## OrdeBuideldassen(Peramelidae)

### FamilieEchte buideldassen(Peramelidae)
- Clarabuideldas (Echymipera clara)
- Kortstaartbuideldas (Echymipera kalubu)
- Echymipera rufescens
- Grote kortneusbuideldas (Isoodon macrourus)

- Microperoryctes aplini
- Langstaartbuideldas (Microperoryctes longicauda)
- Kleine buideldas (Microperoryctes murina)

- Microperoryctes ornata
- Grote buideldas (Peroryctes raffrayana)
- Cerambuideldas (Rhynchomeles prattorum)

## OrdeKlimbuideldieren(Diprotodontia)

### FamilieDwergbuidelmuizen(Burramyidae)
- Papoeabuidelslaapmuis (Cercartetus caudatus)

### FamilieKoeskoezen(Phalangeridae)
- Ailurops melanotis
- Beerkoeskoes (Ailurops ursinus)
- Phalanger alexandrae
- Bergkoeskoes (Phalanger carmelitae)
- Grondkoeskoes (Phalanger gymnotis)
- Phalanger matabiru

- Phalanger mimicus
- Witte koeskoes (Phalanger orientalis)
- Phalanger ornatus
- Phalanger rothschildi
- Phalanger sericeus
- Phalanger vestitus

- Gevlekte koeskoes (Spilocuscus maculatus)
- Spilocuscus papuensis
- Spilocuscus rufoniger
- Spilocuscus wilsoni
- Strigocuscus celebensis
- Strigocuscus pelengensis

### FamilieBuideleekhoorns(Petauridae)
- Dactylopsila megalura
- Kleine buideleekhoorn (Dactylopsila palpator)

- Gestreepte buideleekhoorn (Dactylopsila trivirgata)
- Petaurus biacensis

- Suikereekhoorn (Petaurus breviceps)

### FamilieKleine koeskoezen(Pseudocheiridae)
- Pseudochirops albertisii
- Pseudochirops corinnae
- Pseudochirops coronatus

- Pseudochirops cupreus
- Pseudochirulus canescens
- Pseudochirulus caroli

- Pseudochirulus larvatus
- Pseudochirulus mayeri
- Pseudochirulus schlegeli

### FamilieVliegende buidelmuizen(Acrobatidae)
- Vederstaartbuidelmuis (Distoechurus pennatus)

### FamilieKangoeroes(Macropodidae)
- Doriaboomkangoeroe (Dendrolagus dorianus)
- Grijze boomkangoeroe (Dendrolagus inustus)
- Dendrolagus mbaiso
- Bruine boomkangoeroe (Dendrolagus ursinus)

- Hagenwallaby (Dorcopsis hageni)
- Dorcopsis luctuosa
- Mullerwallaby (Dorcopsis muelleri)
- Dorcopsulus vanheurni

- Zandwallaby (Notamacropus agilis)
- Thylogale browni
- De-Bruijnpademelon (Thylogale brunii)

## OrdeSlurfdieren(Proboscidea)

### FamilieOlifanten(Elephantidae)
- Aziatische olifant (Elephas maximus)

## OrdeZeekoeien(Sirenia)

### FamilieDoejongs(Dugongidae)
- Doejong (Dugong dugon)

## OrdeInsecteneters(Eulipotyphla)

### FamilieEgels(Erinaceidae)
- Grote haaregel (Echinosorex gymnura)
- Dwerghaaregel (Hylomys parvus)
- Kleine haaregel (Hylomys suillus)

### FamilieSpitsmuizen(Soricidae)
- Borneowaterspitsmuis (Chimarrogale phaeura)
- Sumatraanse waterspitsmuis (Chimarrogale sumatrana)
- Crocidura beccarii
- Crocidura brunnea
- Crocidura elongata
- Crocidura foetida
- Crocidura hutanis

- Crocidura lea
- Crocidura lepidura
- Crocidura maxi
- Crocidura monticola
- Crocidura musseri
- Crocidura nigripes
- Crocidura orientalis

- Crocidura paradoxura
- Crocidura rhoditis
- Crocidura tenuis
- Suncus hosei
- Floresdikstaartspitsmuis (Suncus mertensi)
- Muskusspitsmuis (Suncus murinus) (waarschijnlijk geïntroduceerd)

## OrdeVleermuizen(Chiroptera)

### FamilieGrote vleermuizen(Pteropodidae)
- Acerodon celebensis
- Acerodon humilis
- Acerodon mackloti
- Aethalops aequalis
- Aethalops alecto
- Balionycteris maculata
- Chironax melanocephalus
- Cynopterus brachyotis
- Cynopterus horsfieldi
- Cynopterus luzoniensis
- Cynopterus minutus
- Cynopterus nusatenggara
- Kortneusvleerhond (Cynopterus sphinx)
- Cynopterus titthaecheileus
- Dobsonia beauforti
- Dobsonia crenulata
- Dobsonia emersa
- Dobsonia exoleta
- Dobsonia magna
- Dobsonia minor
- Dobsonia moluccensis
- Dobsonia peronii
- Dobsonia viridis
- Dyacopterus brooksi
- Eonycteris major
- Grottenvleerhond (Eonycteris spelaea)

- Harpyionycteris celebensis
- Kleine langtongvleerhond (Macroglossus minimus)
- Macroglossus sobrinus
- Megaerops ecaudatus
- Megaerops kusnotoi
- Megaerops wetmorei
- Neopteryx frosti
- Nyctimene aello
- Nyctimene albiventer
- Groothoofdbuisneusvleerhond (Nyctimene cephalotes)
- Nyctimene certans
- Nyctimene cyclotis
- Nyctimene draconilla
- Nyctimene keasti
- Nyctimene minutus
- Filipijnse buisneusvleermuis (Nyctimene rabori)
- Kleine buisneusvleerhond (Paranyctimene raptor)
- Paranyctimene tenax
- Penthetor lucasi
- Pteropus alecto
- Pteropus aruensis
- Pteropus caniceps
- Pteropus chrysoproctus
- Pteropus conspicillatus
- Pteropus griseus

- Pteropus hypomelanus
- Pteropus keyensis
- Pteropus lombocensis
- Pteropus macrotis
- Pteropus melanopogon
- Pteropus melanotus
- Pteropus neohibernicus
- Pteropus ocularis
- Pteropus personatus
- Pteropus pohlei
- Pteropus pumilus
- Pteropus speciosus
- Pteropus temmincki
- Kalong (Pteropus vampyrus)
- Rousettus amplexicaudatus
- Rousettus bidens
- Rousettus celebensis
- Rousettus leschenaultii
- Rousettus linduensis
- Rousettus spinalatus
- Styloctenium wallacei
- Syconycteris australis
- Syconycteris carolinae
- Syconycteris hobbit
- Thoopterus nigrescens

### FamilieKlapneusvleermuizen(Rhinopomatidae)
- Rhinopoma microphyllum

### FamilieReuzenoorvleermuizen(Megadermatidae)
- Reuzenoorvleermuis (Megaderma spasma)

### FamilieHoefijzerneusvleermuizen(Rhinolophidae)
- Rhinolophus acuminatus
- Rhinolophus affinis
- Rhinolophus arcuatus
- Rhinolophus borneensis
- Rhinolophus canuti
- Rhinolophus celebensis
- Rhinolophus creaghi

- Rhinolophus euryotis
- Rhinolophus keyensis
- Rhinolophus lepidus
- Rhinolophus luctus
- Rhinolophus macrotis
- Rhinolophus madurensis
- Rhinolophus megaphyllus

- Rhinolophus nereis
- Rhinolophus philippinensis
- Rhinolophus pusillus
- Rhinolophus sedulus
- Rhinolophus stheno
- Rhinolophus trifoliatus

### FamilieBladneusvleermuizen van de Oude Wereld(Hipposideridae)
- Aselliscus tricuspidatus
- Coelops frithii
- Coelops robinsoni
- Hipposideros ater
- Hipposideros bicolor
- Hipposideros breviceps
- Hipposideros calcaratus
- Hipposideros cervinus
- Hipposideros cineraceus
- Reuzenrondbladneus (Hipposideros commersoni)

- Hipposideros coronatus
- Hipposideros corynophyllus
- Hipposideros crumeniferus
- Hipposideros diadema
- Hipposideros doriae
- Hipposideros dyacorum
- Hipposideros galeritus
- Hipposideros inexpectatus
- Hipposideros larvatus
- Hipposideros macrobullatus

- Hipposideros madurae
- Hipposideros maggietaylorae
- Hipposideros muscinus
- Hipposideros orbiculus
- Hipposideros papua
- Hipposideros pelingensis
- Hipposideros sorenseni
- Hipposideros sumbae
- Hipposideros wollastoni

### FamilieSchedestaartvleermuizen(Emballonuridae)
- Emballonura alecto
- Emballonura beccarii
- Emballonura furax
- Emballonura monticola

- Emballonura raffrayana
- Mosia nigrescens
- Saccolaimus saccolaimus
- Taphozous achates

- Taphozous longimanus
- Taphozous melanopogon
- Taphozous theobaldi

### FamilieSpleetneusvleermuizen(Nycteridae)
- Pronkneusvleermuis (Nycteris javanica)
- Nycteris tragata

### FamilieBulvleermuizen(Molossidae)
- Chaerephon jobensis
- Chaerephon johorensis
- Chaerephon plicatus
- Halsbandvleermuis (Cheiromeles parvidens)
- Naakte vleermuis (Cheiromeles torquatus)

- Mops mops
- Mops sarasinorum
- Mormopterus beccarii
- Mormopterus doriae

- Otomops formosus
- Otomops johnstonei
- Tadarida kuboriensis
- Bulvleermuis (Tadarida teniotis)

### FamilieGladneusvleermuizen(Vespertilionidae)
- Arielulus circumdatus
- Arielulus cuprosus
- Falsistrellus mordax
- Falsistrellus petersi
- Glischropus javanus
- Glischropus tylopus
- Harpiocephalus harpia
- Harpiocephalus mordax
- Hesperoptenus blanfordi
- Hesperoptenus doriae
- Hesperoptenus gaskelli
- Hesperoptenus tomesi
- Hypsugo imbricatus
- Hypsugo kitcheneri
- Hypsugo macrotis
- Hypsugo vordermanni
- Kerivoula flora
- Kerivoula hardwickii
- Kerivoula intermedia
- Kerivoula papillosa
- Kerivoula pellucida
- Kerivoula picta
- Kerivoula whiteheadi

- Miniopterus australis
- Miniopterus macrocneme
- Miniopterus magnater
- Miniopterus medius
- Miniopterus paululus
- Miniopterus pusillus
- Langvleugelvleermuis (Miniopterus schreibersii)
- Miniopterus shortridgei
- Miniopterus tristis
- Murina aenea
- Murina cyclotis
- Murina florium
- Murina rozendaali
- Murina suilla
- Myotis adversus
- Myotis ater
- Myotis formosus
- Myotis hasseltii
- Myotis hermani
- Myotis horsfieldii
- Myotis macrotarsus
- Myotis moluccarum

- Myotis montivagus
- Myotis muricola
- Myotis ridleyi
- Myotis siligorensis
- Myotis stalkeri
- Nyctophilus heran
- Nyctophilus timoriensis
- Philetor brachypterus
- Phoniscus atrox
- Phoniscus jagorii
- Phoniscus papuensis
- Pipistrellus angulatus
- Pipistrellus ceylonicus
- Pipistrellus javanicus
- Pipistrellus minahassae
- Pipistrellus papuanus
- Pipistrellus stenopterus
- Pipistrellus tenuis
- Scotophilus celebensis
- Scotophilus collinus
- Scotophilus kuhlii
- Scotorepens sanborni
- Kleinkopbamboevleermuis (Tylonycteris pachypus)
- Tylonycteris robustula

## OrdeSchubdierachtigen(Pholidota)

### FamilieSchubdieren(Manidae)
- Javaans schubdier (Manis javanica)

## OrdeRoofdieren(Carnivora)

### FamilieKatachtigen(Felidae)
- Borneogoudkat (Catopuma badia)
- Aziatische goudkat (Catopuma temmincki)
- Borneose nevelpanter (Neofelis diardi)

- Luipaard (Panthera pardus)
- Tijger (Panthera tigris)
- Marmerkat (Pardofelis marmorata)

- Bengaalse tijgerkat (Prionailurus bengalensis)
- Platkopkat (Prionailurus planiceps)
- Vissende kat (Prionailurus viverrinus)

### FamilieCivetkatachtigen(Viverridae)
- Beermarter (Arctictis binturong)
- Driestrepige palmroller (Arctogalidia trivirgata)
- Ottercivetkat (Cynogale bennetti)
- Gewone bandcivetkat (Hemigalus derbyanus)

- Celebespalmroller (Macrogalidia musschenbroekii)
- Gemaskerde larvenroller (Paguma larvata)
- Loewak (Paradoxurus hermaphroditus)

- Maleise civetkat (Viverra tangalunga)
- Indische civetkat (Viverra zibetha)
- Rassé (Viverricula indica)

### FamilieLinsangs(Prionodontidae)
- Gestreepte linsang (Prionodon linsang)

### FamilieMangoesten(Herpestidae)
- Kortstaartmangoeste (Herpestes brachyurus)
- Indische ichneumon (Herpestes edwardsii)

- Indische mangoeste (Herpestes javanicus)
- Herpestes semitorquatus

- Herpestes vitticollis

### FamilieBeren(Ursidae)
- Maleise beer (Helarctos malayanus)

### FamilieHondachtigen(Canidae)
- Rode hond (Cuon alpinus)

### FamilieMarterachtigen(Mustelidae)
- Dwergotter (Aonyx cinerea)
- Varkensdas (Arctonyx collaris)
- Vlekhalsotter (Hydrictis maculicollis)
- Otter (Lutra lutra)

- Sumatraanse otter (Lutra sumatrana)
- Slanke otter (Lutrogale perspicillata)
- Maleise bonte marter (Martes flavigula)
- Borneozonnedas (Melogale everetti)

- Javaanse zonnedas (Melogale orientalis)
- Javaanse wezel (Mustela lutreolina)
- Naaktzoolwezel (Mustela nudipes)

### FamilieStinkdieren(Mephitidae)
- Maleise stinkdas (Mydaus javanensis)

## OrdeOnevenhoevigen(Perissodactyla)

### FamilieNeushoorns(Rhinocerotidae)
- Sumatraanse neushoorn (Dicerorhinus sumatrensis)
- Javaanse neushoorn (Rhinoceros sondaicus)

### FamilieTapirs(Tapiridae)
- Indische tapir (Tapirus indicus)

## OrdeEvenhoevigen(Artiodactyla)

### FamilieVarkens(Suidae)
- Babiroesa (Babyrousa babyrussa)
- Babyrousa bolabatuensis
- Babyrousa celebensis

- Babyrousa togeanensis
- Baardzwijn (Sus barbatus)

- Celebeswrattenzwijn (Sus celebensis)
- Wild zwijn (Sus scrofa)
- Javaans wrattenzwijn (Sus verrucosus)

### FamilieDwergherten(Tragulidae)
- Javaanse kleine kantjil (Tragulus javanicus)
- Kleine kantjil (Tragulus kanchil)
- Grote kantjil (Tragulus napu)

### FamilieHolhoornigen(Bovidae)
- Banteng (Bos javanicus)
- Waterbuffel (Bubalus bubalis) (geïntroduceerd)

- Anoa (Bubalus depressicornis)
- Berganoa (Bubalus quarlesi)

- Sumatraanse bosgems (Capricornis sumatraensis)

### FamilieHerten(Cervidae)
- Baweanhert (Axis kuhlii)
- Gele muntjak van Borneo (Muntiacus atherodes)

- Muntjak (Muntiacus muntjak)
- Filipijnse sambar (Rusa marianna)

- Javaans hert (Rusa timorensis)
- Sambar (Rusa unicolor)

## OrdeWalvissen(Cetacea)

### FamilieVinvissen(Balaenopteridae)
- Dwergvinvis (Balaenoptera acutorostrata)
- Noordse vinvis (Balaenoptera borealis)

- Edens vinvis (Balaenoptera edeni)
- Blauwe vinvis (Balaenoptera musculus)

- Gewone vinvis (Balaenoptera physalus)
- Bultrug (Megaptera novaeangliae)

### FamilieDwergwalvis(Neobalaenidae)
- Dwergwalvis (Caperea marginata)

### FamiliePotvissen(Physeteridae)
- Dwergpotvis (Kogia breviceps)
- Kleinste potvis (Kogia sima)
- Potvis (Physeter catodon)

### FamilieBruinvissen(Phocoenidae)
- Indische bruinvis (Neophocaena phocaenoides)

### FamilieSpitssnuitdolfijnen(Ziphiidae)
- Spitssnuitdolfijn van Blainville (Mesoplodon densirostris)
- Japanse spitssnuitdolfijn (Mesoplodon ginkgodens)
- Dolfijn van Cuvier (Ziphius cavirostris)

### FamilieDolfijnen(Delphinidae)
- Dwerggriend (Feresa attenuata)
- Indische griend (Globicephala macrorhynchus)
- Gramper (Grampus griseus)
- Sarawakdolfijn (Lagenodelphis hosei)
- Irrawaddydolfijn (Orcaella brevirostris)
- Orcaella heinsohni

- Orka (Orcinus orca)
- Veeltandgriend (Peponocephala electra)
- Zwarte zwaardwalvis (Pseudorca crassidens)
- Chinese witte dolfijn (Sousa chinensis)
- Slanke dolfijn (Stenella attenuata)

- Gestreepte dolfijn (Stenella coeruleoalba)
- Langsnuitdolfijn (Stenella longirostris)
- Snaveldolfijn (Steno bredanensis)
- Langbektuimelaar (Tursiops aduncus)
- Tuimelaar (Tursiops truncatus)

## OrdeHaasachtigen(Lagomorpha)

### FamilieHazen(Leporidae)
- Zwartnekhaas (Lepus nigricollis) (mogelijk geïntroduceerd)
- Sumatraans konijn (Nesolagus netscheri)

## OrdeKnaagdieren(Rodentia)

### FamilieStekelvarkens van de Oude Wereld(Hystricidae)
- Aziatisch kwaststaartstekelvarken (Atherurus macrourus)
- Maleis stekelvarken (Hystrix brachyura)

- Borneostekelvarken (Hystrix crassispinis)
- Hystrix javanica

- Sumatraans stekelvarken (Hystrix sumatrae)
- Langstaartstekelvarken (Trichys fasciculata)

### FamilieEekhoorns(Sciuridae)
- Aeromys tephromelas
- Aeromys thomasi
- Callosciurus albescens
- Callosciurus melanogaster
- Callosciurus nigrovittatus
- Zwartneusklappereekhoorn (Callosciurus notatus)
- Prevosts klapperrat (Callosciurus prevostii)
- Dremomys everretti
- Exilisciurus exilis
- Exilisciurus whiteheadi
- Hylopetes bartelsi
- Javaans pijlstaartvlieghondje (Hylopetes lepidus)
- Hylopetes platyurus
- Hylopetes sipora
- Hylopetes spadiceus
- Winstons pijlstaartvlieghoorn (Hylopetes winstoni)

- Celebeslangneuseekhoorn (Hyosciurus heinrichi)
- Hyosciurus ileile
- Iomys horsfieldii
- Iomys sipora
- Driestrepige palmeekhoorn (Lariscus insignis)
- Lariscus niobe
- Lariscus obscurus
- Grote vliegende eekhoorn (Petaurista elegans)
- Petinomys genibarbis
- Petinomys hageni
- Petinomys lugens
- Petinomys sagitta
- Petinomys setosus
- Petinomys vordermanni
- Prosciurillus abstrusus
- Prosciurillus leucomus

- Prosciurillus murinus
- Prosciurillus rosenbergi
- Prosciurillus weberi
- Pteromyscus pulverulentes
- Ratufa affinis
- Tweekleurige reuzeneekhoorn (Ratufa bicolor)
- Borneo-eekhoorn (Rheithrosciurus macrotis)
- Breedstaarteekhoorn (Rhinosciurus laticaudatus)
- Rubrisciurus rubriventer
- Sundasciurus brookei
- Sundasciurus fraterculus
- Sundasciurus hippurus
- Sundasciurus jentinki
- Sundasciurus lowii
- Sundasciurus tenuis

### FamilieSpalacidae
- Sumatraanse bamboerat (Rhizomys sumatrensis)

### FamilieMuridae
- Anisomys imitator
- Bergbeverrat (Baiyankamys habbema)
- Indische pestrat (Bandicota bengalensis) (geïntroduceerd)
- Indische borstelrat (Bandicota indica) (geïntroduceerd)
- Berylmys bowersi
- Bunomys andrewsi
- Bunomys chrysocomus
- Bunomys coelestis
- Bunomys fratrorum
- Bunomys penitus
- Bunomys prolatus
- Pluimstaartbamboemuis (Chiropodomys gliroides)
- Chiropodomys karlkoopmani
- Chiropodomys muroides
- Chiropodomys pusillus
- Coccymys albidens
- Coccymys ruemmleri
- Colomys goslingi
- Coryphomys buehleri
- Echiothrix centrosa
- Echiothrix leucura
- Eropeplus canus
- Haeromys margarettae
- Haeromys minahassae
- Haeromys pusillus
- Australische beverrat (Hydromys chrysogaster)
- Hydromys hussoni
- Hyomys dammermani
- Kadarsanomys sodyi
- Komodomys rintjanus
- Lenomys meyeri
- Lenothrix canus
- Leopoldamys ciliatus
- Leopoldamys sabanus
- Leopoldamys siporanus
- Lorentzimys nouhuysi
- Mallomys aroaensis
- Bergwolrat (Mallomys gunung)
- Mallomys istapantap
- Gladstaartreuzenrat (Mallomys rothschildi)
- Mammelomys lanosus
- Mammelomys rattoides
- Margaretamys beccarii
- Margaretamys elegans
- Margaretamys parvus
- Maxomys bartelsii
- Maxomys dollmani
- Maxomys hellwaldii
- Maxomys hylomyoides
- Maxomys inflatus
- Maxomys ochraceiventer
- Maxomys pagensis
- Maxomys rajah
- Maxomys surifer
- Maxomys wattsi
- Maxomys whiteheadi
- Melasmothrix naso
- Melomys aerosus
- Melomys bannisteri

- Melomys caurinus
- Melomys cooperae
- Melomys fraterculus
- Melomys frigicola
- Melomys fulgens
- Melomys howi
- Melomys leucogaster
- Melomys lutillus
- Melomys obiensis
- Melomys paveli
- Melomys rufescens
- Melomys talaudium
- Microhydromys richardsoni
- Mus caroli (geïntroduceerd)
- Mus cervicolor (geïntroduceerd)
- Mus crociduroides
- Huismuis (Mus musculus) (geïntroduceerd)
- Mus terricolor (geïntroduceerd)
- Mus vulcani
- Nesoromys ceramicus
- Niviventer cremoriventer
- Niviventer fraternus
- Niviventer fulvescens
- Niviventer lepturus
- Niviventer rapit
- Papagomys armandvillei
- Papagomys theodorverhoeveni
- Parahydromys asper
- Paraleptomys rufilatus
- Paraleptomys wilhelmina
- Paramelomys lorentzii
- Paramelomys mollis
- Paramelomys moncktoni (mogelijk)
- Paramelomys naso
- Paramelomys platyops
- Paramelomys rubex
- Paramelomys steini
- Paruromys dominator
- Paulamys naso
- Pithecheir melanurus
- Pithecheirops otion
- Laaglandborstelmuis (Pogonomelomys bruijni)
- Pogonomelomys mayeri
- Pogonomys loriae
- Pogonomys macrourus
- Pogonomys sylvestris
- Pseudohydromys ellermani
- Pseudohydromys occidentalis
- Rattus adustus
- Rattus annandalei
- Rattus arfakiensis
- Rattus argentiventer
- Rattus arrogans
- Rattus blangorum
- Rattus bontanus
- Rattus elaphinus
- Engganorat (Rattus enganus)

- Polynesische rat (Rattus exulans) (waarschijnlijk geïntroduceerd)
- Rattus feliceus
- Rattus fuscipes
- Rattus hainaldi
- Rattus hoffmanni
- Rattus hoogerwerfi
- Rattus jobiensis
- Rattus koopmani
- Rattus korinchi
- Rattus lugens
- Rattus marmosurus
- Rattus mollicomulus
- Rattus morotaiensis
- Rattus nitidus (geïntroduceerd)
- Bruine rat (Rattus norvegicus) (geïntroduceerd)
- Rattus omichlodes
- Rattus pelurus
- Rattus pococki
- Rattus praetor
- Zwarte rat (Rattus rattus) (geïntroduceerd)
- Rattus richardsoni
- Rattus salocco
- Rattus simalurensis
- Rattus steini
- Aziatische zwarte rat (Rattus tanezumi) (waarschijnlijk geïntroduceerd)
- Rattus timorensis
- Rattus tiomanicus
- Rattus verecundus
- Rattus xanthurus
- Sommeromys macrorhinos
- Spelaeomys florensis
- Sundamys infraluteus
- Sundamys maxi
- Müllers rat (Sundamys muelleri)
- Taeromys arcuatus
- Taeromys callithrichus
- Taeromys celebensis
- Taeromys hamatus
- Taeromys microbullatus
- Taeromys punicans
- Taeromys taerae
- Tateomys macrocercus
- Tateomys rhinogradoides
- Bergmozaïekstaartrat (Uromys anak)
- Uromys boeadii
- Mozaïekstaartrat (Uromys caudimaculatus)
- Uromys emmae
- Uromys siebersi
- Xenuromys barbatus

## OrdeToepaja's(Scandentia)

### FamilieEchte toepaja's(Tupaiidae)
- Tupaia chrysogaster
- Gestreepte toepaja (Tupaia dorsalis)
- Gewone toepaja (Tupaia glis)
- Slanke toepaja (Tupaia gracilis)

- Javaanse toepaja (Tupaia javanica)
- Langvoettoepaja (Tupaia longipes)
- Kleine toepaja (Tupaia minor)

- Getekende toepaja (Tupaia picta)
- Roodstaarttoepaja (Tupaia splendidula)
- Tana (Tupaia tana)

### FamilieVederstaarttoepaja(Ptilocercidae)
- Vederstaarttoepaja (Ptilocercus lowii)

## OrdeHuidvliegers(Dermoptera)

### FamilieVliegende katten(Cynocephalidae)
- Maleise vliegende kat (Galeopterus variegatus)

## OrdePrimaten(Primates)

### FamilieLoriachtigen(Lorisidae)
- Grote plompe lori (Nycticebus coucang)

### FamilieSpookdiertjes(Tarsiidae)
- Westelijk spookdiertje (Tarsius bancanus)
- Noordelijk Celebesspookdier (Tarsius dentatus)
- Tarsius lariang

- Pelengspookdier (Tarsius pelengensis)
- Dwergspookdier (Tarsius pumilus)

- Sangihespookdier (Tarsius sangirensis)
- Zuidwestelijk Celebesspookdier (Tarsius tarsier)

### FamilieApen van de Oude Wereld(Cercopithecidae)
- Java-aap (Macaca fascicularis)
- Macaca hecki
- Moormakaak (Macaca maura
- Lampongaap (Macaca nemestrina)
- Kuifmakaak (Macaca nigra)
- Temmincks makaak (Macaca nigrescens)
- Grauwarmmakaak (Macaca ochreata)
- Mentawaimakaak (Macaca pagensis)
- Macaca siberu

- Tonkeanmakaak (Macaca tonkeana)
- Neusaap (Nasalis larvatus)
- Goudkleurige langoer (Presbytis chrysomelas)
- Soendalangoer (Presbytis comata)
- Bandlangoer (Presbytis femoralis)
- Witvoorhoofdlangoer (Presbytis frontata)
- Presbytis hosei
- zwartkuiflangoer (Presbytis melalophos)

- Presbytis natunae
- Mentawailangoer (Presbytis potenziani)
- Rode langoer (Presbytis rubicunda)
- Bleekdijlangoer (Presbytis siamensis)
- Thomaslangoer (Presbytis thomasi)
- Varkensstaartlangoer (Simias concolor)
- Javaanse langoer (Trachypithecus auratus)
- Mutslangoer (Trachypithecus cristatus)

### FamilieGibbons(Hylobatidae)
- Oenka (Hylobates agilis)
- Hylobates albibarbis
- Dwergsiamang (Hylobates klossii)

- Withandgibbon (Hylobates lar)
- Zilvergibbon (Hylobates moloch)

- Borneogibbon (Hylobates muelleri)
- Siamang (Symphalangus syndactylus)

### FamilieMensapen en mensachtigen(Hominidae)
- Sumatraanse orang-oetan (Pongo abelii)
- Borneose orang-oetan (Pongo pygmaeus)